# 東京醫科大學醫院
東京醫科大學醫院（日语：／）是日本學校法人東京醫科大學營運的教學醫院。
位於新宿副都心，醫院本館（地上19層）在1986年（昭和61年）完工時是當時日本最高的醫院建築。預計2019年（令和元年）3月竣工的新病棟啟用後拆除。

## 沿革
- 1931年（昭和6年）5月：東京醫學專門學校府屬淀橋診療所開設[7]
- 1932年（昭和7年）11月：淀橋診療所更名為淀橋醫院[7]
- 1946年（昭和21年）5月：東京醫學大學成立，更名為東京醫科大學醫院[7]
- 1981年（昭和56年）12月：新院動工
- 1985年（昭和60年）12月：新院完成（現在的本館）[7]
- 1986年（昭和61年）4月：新院開院
- 1993年（平成5年）
  - 4月1日：開設救急醫療中心
  - 12月1日：取得特定機能醫院認證
- 1995年（平成7年）11月6日：指定為愛滋病診療協力醫院（據點醫院）
- 1996年（平成8年）5月14日：開設綜合健診中心（身體檢查）
- 1997年（平成9年）10月1日：取得地域周產期母子醫療中心（日语：周産期母子医療センター）認定
- 1999年（平成11年）9月1日：取得救命救急中心（日语：救命救急センター）認定
- 2005年（平成17年）8月1日：取消特定機能醫院資格
- 2008年（平成20年）4月1日：取得東京都認定癌症診療醫院（日语：がん診療連携拠点病院）認證
- 2009年（平成21年）2月1日：再次取得特定機能醫院（日语：特定機能病院）認證
- 2019年（令和元年）
  - 6月28日：舊院結束門診
  - 6月30日：舊院急救部最終日
  - 7月1日：新院急救部啟用
  - 7月5日：新院門診開診

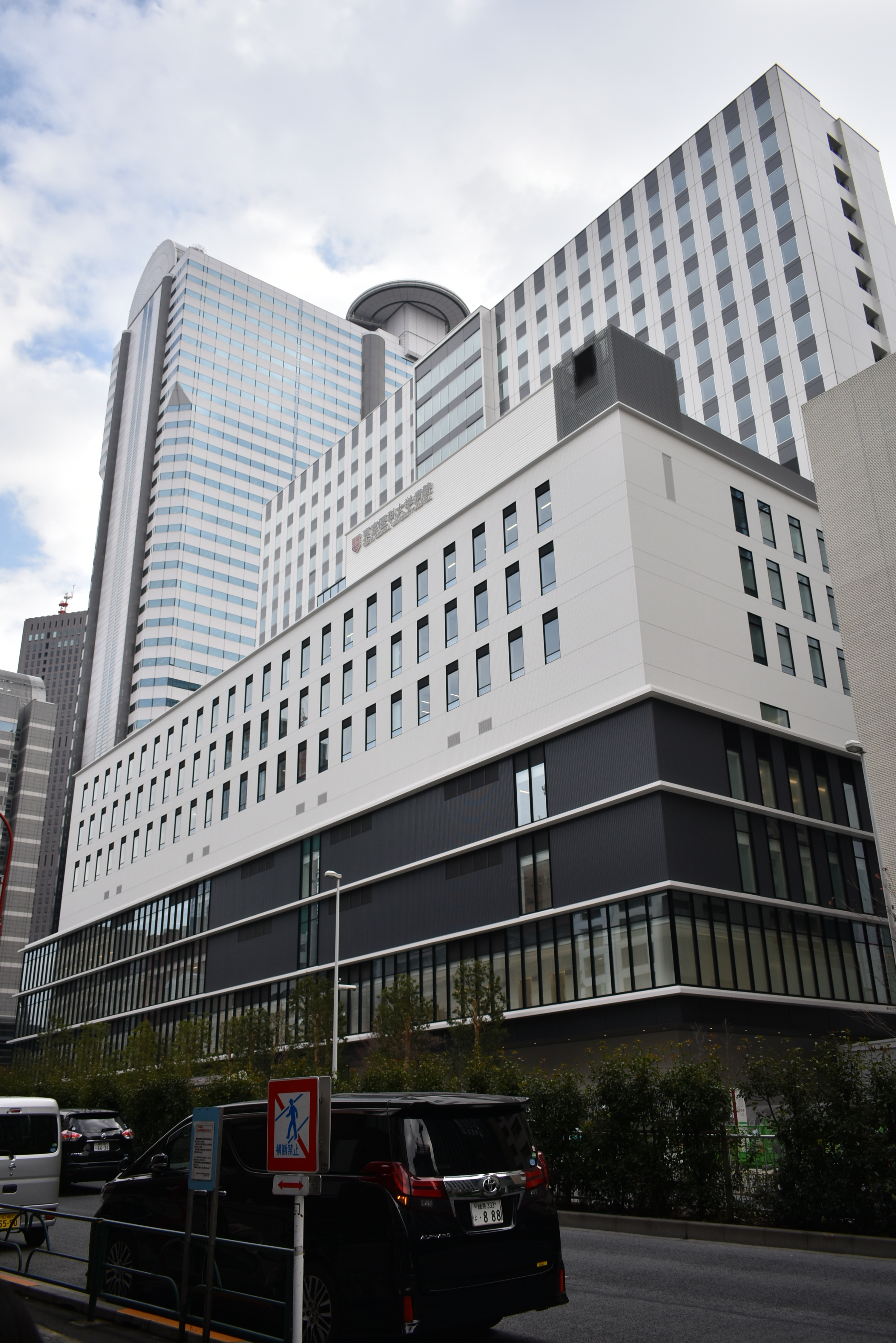
西北側（2019年3月1日）
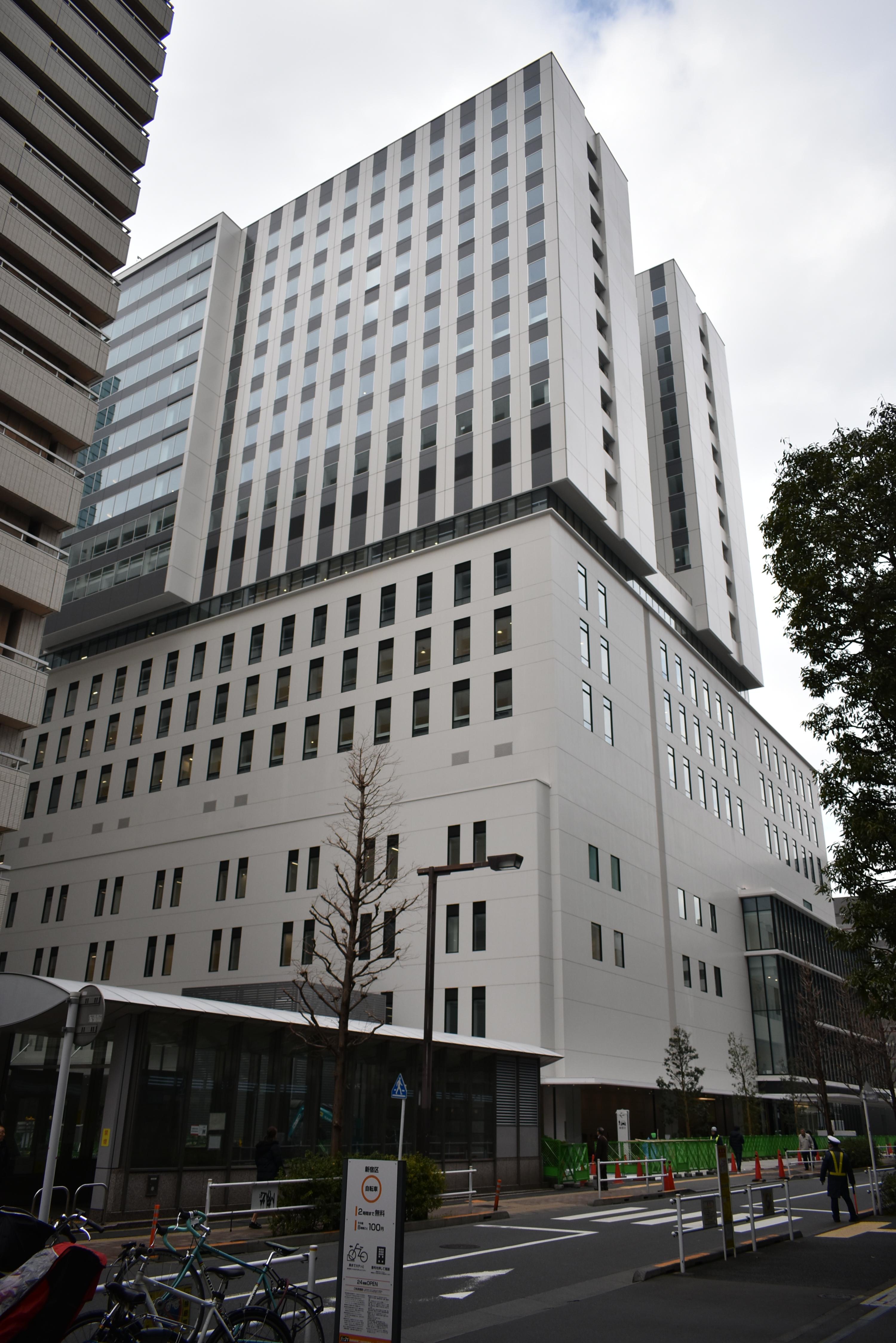
東南側（2019年3月1日）
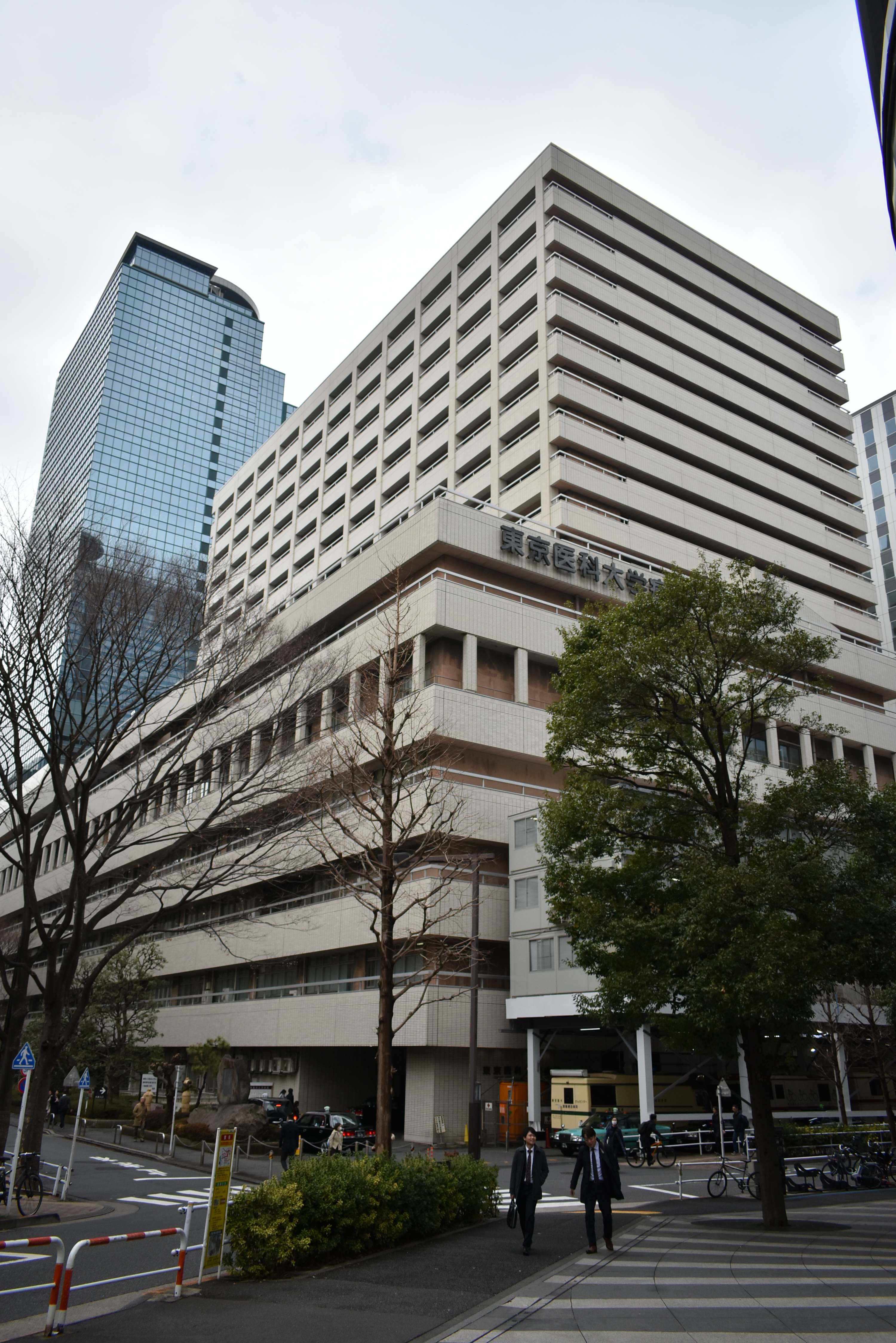
東南側的舊院（2019年3月1日）

## 診療科
- 內科系診療科
  - 綜合診療科
  - 血液內科
  - 呼吸內科
  - 循環內科
  - 糖尿病·代謝·內分泌內科
  - 風濕·膠原病內科
  - 消化內科
  - 小兒科·思春期科
  - 腦神經內科
  - 腎臟內科
  - 高齡診療科
  - 皮膚科
  - 精神科
  - 臨床檢査醫學科（凝血·輸血·感染免疫·自體輸血）
  - 臨床腫瘤科
  - 感染症科
- 外科系診療科
  - 呼吸外科·甲狀腺外科
  - 心臓血管外科
  - 乳腺科
  - 消化外科·小兒外科
  - 產科·婦科
  - 腦神經外科
  - 泌尿科
  - 麻醉科
  - 骨科
  - 整形外科
  - 齒科口腔外科·矯正齒科
  - 眼科
  - 耳鼻喉科·頭頸部外科
- 放射線科

## 指定醫療機關
- 東京都災害據點醫院（日语：東京都災害拠点病院）
- 愛滋病診療據點醫院（日语：エイズ診療拠点病院）
- 地域周產期母子醫療中心（日语：周産期母子医療センター）
- 地域癌症診療連攜據點醫院（日语：がん診療連携拠点病院）
- 地域型認知症疾患醫療中心（日语：認知症疾患医療センター）

### 特定機能醫院
1993年（平成5年）首次取得特定機能醫院認證，之後2005年因第2外科（心臟外科）醫療事故而被厚生勞動省取消資格。2009年再次獲得特定機能醫院認定。

## 畢業後臨床研修
2007年（平成19年）4月成為首次接受特定非營利活動法人卒後臨床研修評價機構審査的大學醫院。

## 先進醫療
- 病毒引起難治性眼感染疾患的迅速診斷（PCR法）
- MRI及超音波檢查影像融合之前列腺切片檢查
- 培美曲塞（Pemetrexed）靜脈給藥及順鉑靜脈給藥併用療法－肺癌（扁平上皮肺癌及小細胞肺癌除外，僅限從病理學判斷完全切除之患者。）
- 使用手術機器人進行腹腔鏡根除性全子宮切除術－子宮頸癌（FIGO分類IB期以上及IIB期以下之扁平上皮癌或FIG分類IA2期以上及IIB期以下之腺癌，無淋巴結轉移及腹腔內臓器轉移。）
- 術後阿斯匹林口服給藥－下直腸除外之大腸癌（僅限III期、從肉眼觀察及病理學可判斷完全切除之患者。）
- 不可逆性電穿孔法－肝細胞癌（僅限肝內三個三公分以下腫瘤或一個五公分以下腫瘤，難以使用肝切除術或射頻消融術治療，且Child-Pugh分期系統九分以下。)（日本國內唯一）
- 周術期Durvalumab靜脈給藥療法－肺尖-胸腔入口腫瘤（僅限於化學放射線療法後，無同側肺門淋巴結、縱隔腔淋巴結、同一肺葉或同側肺葉內的轉移及遠距轉移。）

## 醫療事故
- 2002年（平成14年）10月起一年之間，四名由同一位醫師執行心臟瓣膜手術的患者陸續死亡。三名死者家屬懷疑手術是醫療事故，要求司法部門保存三名死者的病歷。一開始院方否認，然而，第三方調査委員會調查後指出是「執刀醫師經驗不足引起併發症導致死亡」，嚴厲批評是醫院指導制度的不備導致讓經驗不足的外科醫師持續執刀。對此，院方承認醫療失誤，理事長等高層宣布下台負責，擔當教授、外科醫師辭職。[8]
- 2003年（平成15年），當時51歲的女性患者在7月接受直腸癌手術而入院。手術結束後，靜脈點滴未插入血管內，導致注射液殘留在胸腔內。腦部因無法獲得足夠氧氣供給而陷入昏迷，最終於平成17年4月死亡。死者家屬向東京醫科大學提出約1億日圓的損害賠償，雙方最後在東京高裁和解。[9]

## 交通方式
- JR東日本山手線/埼京線/湘南新宿線/中央線快速/中央·總武線「新宿站」步行約15分
- 京王電鐵京王線「新宿站」步行約15分
- 京王新線/都營地下鐵新宿線「新宿站」步行約15分
- 小田急電鐵小田原線「新宿站」步行約15分
- 東京地下鐵丸之內線西新宿站（東京醫大醫院前）2號出口步行約1分
- 都營大江戶線都廳前站A7號出口步行約7分
- 都營巴士王78系統/宿91系統「東京醫大醫院前」下車1分
- 西武巴士宿20系統「東京醫大醫院前」下車1分
- 京王電鐵巴士宿32系統/宿33系統/宿41系統/宿45系統/宿51系統「新宿住友大廈前」下車2分

## 其他
- 曾出現於美國電影《愛情，不用翻譯》（2003年）及日劇《HERO》（2001年、富士電視台）。

## 外部連結
- 東京醫科大學醫院 （页面存档备份，存于）